# Eugen Leissing
Eugen Leissing (* 26. November 1913 in Bregenz; † 26. Mai 2000 ebenda) war ein österreichischer Politiker (ÖVP) und Kaufmann. Leissing war von 1945 bis 1949 vom Vorarlberger Landtag entsandtes Mitglied des österreichischen Bundesrates und Mitglied des Vorarlberger Landesausschusses, der Vorarlberger Landesregierung und des Landtags.

## Leben und Wirken
Eugen Leissing wurde am 26. November 1913 in der Vorarlberger Landeshauptstadt Bregenz geboren, wo er auch Volks- und Bürgerschule besuchte. Von 1928 bis 1930 besuchte er eine kaufmännische Fortbildungsschule und arbeitete anschließend bis 1934 als kaufmännischer Handlungsgehilfe. Erstmals politisch tätig wurde Leissing in den Jahren 1934 bis 1938, als er als Angestellter bei der Landesleitung der Vaterländischen Front Vorarlberg arbeitete. Nach dem Anschluss Österreichs an das Deutsche Reich wurde Eugen Leissing von den Nationalsozialisten von März bis Juni 1938 in Anhalte- und Untersuchungshaft genommen und anschließend mit einem Arbeitsverbot belegt. Im Jahr 1939 begann er als Buchhalter in einem Steuerberaterbüro wieder zu arbeiten, 1940 wurde er Geschäftsführer einer Papierfachhandlung in Bregenz und von 1943 bis zum Ende des Kriegs war er sowohl Leiter einer Nebenstelle eines Steuerberaterbüros wie auch treuhänderischer Geschäftsführer einer Kolonialwarengroßhandlung.
Im Jahr 1945 wurde Eugen Leissing von Ulrich Ilg in den neu gegründeten Vorarlberger Landesausschuß als Mitglied für die Österreichische Volkspartei berufen. Nach der Landtagswahl in Vorarlberg 1945 gehörte er anschließend der Landesregierung Ilg I bis 1946 als Regierungsreferent für kulturelle Angelegenheiten an. Gleichzeitig wurde er auch vom Vorarlberger Landtag, dem er selbst als Abgeordneter bis 1949 angehörte, am 19. Dezember 1945 als Bundesrat nach Wien entsandt. Dies blieb er bis zum 25. Oktober 1949. Von 1946 bis 1950 war Eugen Leissing als Sendeleiter von Radio Vorarlberg, dem regionalen Rundfunkprogramm des Österreichischen Rundfunks, tätig. 1951 war er kurzfristig Angestellter einer Firma in Bregenz, ab 1951 wurde er Prokurist der Rheinhandel-WarenhandelsGmbH, ab 1961 wurde er geschäftsführender Gesellschafter dieses Unternehmens. Auf kommunaler Ebene engagierte sich Leissing in den Jahren 1965–1970 nochmals als Stadtrat in Bregenz, nachdem er dies bereits 1945 kurzzeitig gewesen war und seitdem der Bregenzer Stadtvertretung angehört hatte.
Leissing wurde mit dem Ehrenzeichen in Silber des Landes Vorarlberg sowie mit dem päpstlichen Orden des heiligen Silvester ausgezeichnet.